# 艾哈迈德·穆罕默德·阿格·哈马尼
艾哈迈德·穆罕默德·阿格·哈马尼（1941年—），马里政治家，2002年6月9日在阿马杜·图马尼·杜尔当选马里总统后被委任为总理，但他在2004年辞职。他在2000年至2001年间出任马里驻英国大使。
| 前任： 莫迪博·凱塔 | 马里总理 2002年—2004年 | 繼任： 奥斯曼·优素菲·马伊加 |